# William Beaudine
William Beaudine, född 15 januari 1892 i New York, död 18 mars 1970 i Canoga Park i Kalifornien, var en amerikansk regissör. Från 1910-talet till 1970-talet regisserade han 365 filmer. Bland dessa finns Blonde Ransom med Louis Da Pron.